# Breathe In (album)
Breathe In is het tweede album van de Engelse zangeres Lucie Silvas. Het is het eerste album van de zangeres in de Nederlandse Top 40. Het album kwam in 2004 uit in het Verenigd Koninkrijk en in 2005 in Nederland.
Op dit album stonden twee nummers die een plek in de Nederlandse top 40 bemachtigde en een van de nummers kwam alleen in de tipparade.

## Nummerlijst
- Don't Look Back
- The Game Is Won
- Last Man Standing
- Forget Me Not
- Breathe In
- Nothing Else Matters
- Without You
- What You're Made Of
- Twisting The Chain
- No Defence
- The Longer We're Apart
- Like You Love Me